# Copa COSAFA 2016
La Copa COSAFA 2016 fue la decimosexta edición del torneo de fútbol a nivel de selecciones nacionales de África del Sur organizado por la COSAFA y que contó con la participación de 14 países.
Sudáfrica venció en la final a Botsuana en Namibia para ser campeón regional por cuarta ocasión.

## Fase de grupos

### Grupo A
| Pos. | Equipo      | Pts. | PJ | G | E | P | GF | GC | Dif. | Clasificación                 |
| ---- | ----------- | ---- | -- | - | - | - | -- | -- | ---- | ----------------------------- |
| 1    | Suazilandia | 7    | 3  | 2 | 1 | 0 | 7  | 2  | +5   | Avanza a los cuartos de final |
| 2    | Zimbabue    | 5    | 3  | 1 | 2 | 0 | 7  | 2  | +5   |                               |
| 3    | Madagascar  | 4    | 3  | 1 | 1 | 1 | 1  | 1  | 0    |                               |
| 4    | Seychelles  | 0    | 3  | 0 | 0 | 3 | 0  | 10 | −10  |                               |

 Fuente: [cita requerida]
| 11 de junio de 2016 | Zimbabue                      | 2–2     | Suazilandia               | Sam Nujoma Stadium, Windhoek |                           |
|                     | Tarumbwa 56' · Pfumbidzai 79' | Reporte | Badenhorst 16' 65' (pen.) | Árbitro(s): Janny Sikazwe    | Árbitro(s): Janny Sikazwe |

| 11 de junio de 2016 | Seychelles | 0–1     | Madagascar     | Sam Nujoma Stadium, Windhoek |                          |
|                     |            | Reporte | Fanomezana 21' | Árbitro(s): Joshua Bondo     | Árbitro(s): Joshua Bondo |

| 13 de junio de 2016 | Suazilandia                                  | 4–0     | Seychelles | Sam Nujoma Stadium, Windhoek |                          |
|                     | Badenhorst 14' 34' · Ndlovu 68' · Nhleko 90' | Reporte |            | Árbitro(s): Victor Gomes     | Árbitro(s): Victor Gomes |

| 13 de junio de 2016 | Madagascar | 0–0     | Zimbabue | Sam Nujoma Stadium, Windhoek |                            |
|                     |            | Reporte |          | Árbitro(s): Jackson Pavaza   | Árbitro(s): Jackson Pavaza |

| 15 de junio de 2016 | Zimbabue                                                             | 5–0     | Seychelles | Sam Nujoma Stadium, Windhoek   |                                |
|                     | Pfumbidzai 23' (pen.) · Mudehwe 37' · Mhlanga 64' 90+3' · Hadebe 73' | Reporte |            | Árbitro(s): Helder de Carvalho | Árbitro(s): Helder de Carvalho |

| 15 de junio de 2016 | Suazilandia    | 1–0     | Madagascar | Independence Stadium, Windhoek |                          |
|                     | Badenhorst 71' | Reporte |            | Árbitro(s): Victor Gomes       | Árbitro(s): Victor Gomes |

### Grupo B
| Pos. | Equipo   | Pts. | PJ | G | E | P | GF | GC | Dif. | Clasificación                 |
| ---- | -------- | ---- | -- | - | - | - | -- | -- | ---- | ----------------------------- |
| 1    | Lesoto   | 9    | 3  | 3 | 0 | 0 | 6  | 0  | +6   | Avanza a los cuartos de final |
| 2    | Malaui   | 6    | 3  | 2 | 0 | 1 | 4  | 1  | +3   |                               |
| 3    | Mauricio | 3    | 3  | 1 | 0 | 2 | 2  | 4  | −2   |                               |
| 4    | Angola   | 0    | 3  | 0 | 0 | 3 | 0  | 7  | −7   |                               |

 Fuente: [cita requerida]
| 12 de junio de 2016 | Lesoto                                      | 3–0     | Mauricio | Independence Stadium, Windhoek  |                                 |
|                     | Thaba-Ntso 1' · Kamela 45+2' · Motebang 90' | Reporte |          | Árbitro(s): Hamada Nampiandraza | Árbitro(s): Hamada Nampiandraza |

| 12 de junio de 2016 | Malaui                    | 3–0     | Angola | Independence Stadium, Windhoek |                             |
|                     | Mhango 32' 72' 90' (pen.) | Reporte |        | Árbitro(s): Bernard Camille    | Árbitro(s): Bernard Camille |

| 14 de junio de 2016 | Angola | 0–2     | Lesoto                           | Independence Stadium, Windhoek |                             |
|                     |        | Reporte | Khutlang 11' · Kalake 80' (pen.) | Árbitro(s): Norman Matemera    | Árbitro(s): Norman Matemera |

| 14 de junio de 2016 | Mauricio | 0–1     | Malaui     | Independence Stadium, Windhoek |                            |
|                     |          | Reporte | Gabeya 47' | Árbitro(s): Simanga Nhleko     | Árbitro(s): Simanga Nhleko |

| 16 de junio de 2016 | Angola | 0–2     | Mauricio              | Independence Stadium, Windhoek |                            |
|                     |        | Reporte | Dorza 1' · Sophie 24' | Árbitro(s): Jackson Pavaza     | Árbitro(s): Jackson Pavaza |

| 16 de junio de 2016 | Malaui | 0–1     | Lesoto         | Sam Nujoma Stadium, Windhoek    |                                 |
|                     |        | Reporte | Thaba-Ntso 83' | Árbitro(s): Hamada Nampiandraza | Árbitro(s): Hamada Nampiandraza |

## Fase Final
Sudáfrica, República Democrática del Congo, Zambia, Namibia, Botsuana y Mozambique clasificaron directamente a esta fase.

### Cuartos de final
| 18 de junio de 2016 | Sudáfrica                                  | 1–1 (4–2 p.)               | Lesoto                              | Sam Nujoma Stadium, Windhoek |                          |
|                     | Motupa 66'                                 | Reporte                    | Thaba-Ntso 19'                      | Árbitro(s): Joshua Bondo     | Árbitro(s): Joshua Bondo |
|                     |                                            | Tiros desde el punto penal |                                     |                              |                          |
|                     | Coetzee · Mobara · Masuku · Modiba · Mekoa |                            | Kamela · Kalake · Makepe · Khutlang |                              |                          |

| 18 de junio de 2016 | Namibia                                          | 1–1 (4–5 p.)               | Botsuana                                         | Sam Nujoma Stadium, Windhoek |                           |
|                     | Somaeb 83' (pen.)                                | Reporte                    | Da Costa 50' (a.g.)                              | Árbitro(s): Janny Sikazwe    | Árbitro(s): Janny Sikazwe |
|                     |                                                  | Tiros desde el punto penal |                                                  |                              |                           |
|                     | Ketjijere · Da Costa · Somaeb · Keimuine · Hotto |                            | Mafoko · Sesinyi · Gaolaolwe · Sosome · Mogorosi |                              |                           |

| 19 de junio de 2016 | Zambia                        | 0–0 (2–4 p.)               | Suazilandia                                         | Sam Nujoma Stadium, Windhoek    |                                 |
|                     |                               | Reporte                    |                                                     | Árbitro(s): Hamada Nampiandraza | Árbitro(s): Hamada Nampiandraza |
|                     |                               | Tiros desde el punto penal |                                                     |                                 |                                 |
|                     | Mfune · Katema · Sautu · Daka |                            | Nxumalo · Tsabedze · Nhleko · Badenhorst · Ginindza |                                 |                                 |

| 19 de junio de 2016 | RD Congo | 1–0     | Mozambique | Sam Nujoma Stadium, Windhoek |                          |
|                     | Omba 37' | Reporte |            | Árbitro(s): Victor Gomes     | Árbitro(s): Victor Gomes |

### Ronda de Consolación
Los perdedores en los cuartos de final definen al quinto lugar.
| 21 de junio de 2016 | Lesoto                     | 2–3     | Zambia                            | Sam Nujoma Stadium, Windhoek |                             |
|                     | Tšosane 45+3' · Makepe 54' | Reporte | Katema 14' · Sautu 56' · Zulu 63' | Árbitro(s): Norman Matemera  | Árbitro(s): Norman Matemera |

| 21 de junio de 2016 | Namibia                               | 3–0     | Mozambique | Sam Nujoma Stadium, Windhoek |                            |
|                     | Keimuine 50' · Hotto 73' · Somaeb 85' | Reporte |            | Árbitro(s): Simanga Nhleko   | Árbitro(s): Simanga Nhleko |

### Semifinales
| 22 de junio de 2016 | Sudáfrica                                                 | 5–1     | Suazilandia  | Sam Nujoma Stadium, Windhoek |                             |
|                     | Kutumela 52' · Phiri 57' · Masuku 60' 83' · Moseamedi 75' | Reporte | Tsabedze 38' | Árbitro(s): Bernard Camille  | Árbitro(s): Bernard Camille |

| 22 de junio de 2016 | Botsuana                                       | 0–0 (5–4 p.)               | RD Congo                                       | Sam Nujoma Stadium, Windhoek   |                                |
|                     |                                                | Reporte                    |                                                | Árbitro(s): Helder de Carvalho | Árbitro(s): Helder de Carvalho |
|                     |                                                | Tiros desde el punto penal |                                                |                                |                                |
|                     | Mafoko · Gaolaolwe · Kebue · Sosome · Mogorosi |                            | Mabidi · Botuli · Basisila · Ngulubi · Baometo |                                |                                |

### 5.º Lugar
| 24 de junio de 2016 | Zambia | 0–1     | Namibia              | Sam Nujoma Stadium, Windhoek |                          |
|                     |        | Reporte | Ketjijere 21' (pen.) | Árbitro(s): Victor Gomes     | Árbitro(s): Victor Gomes |

### 3.º Lugar
| 25 de junio de 2016 | Suazilandia  | 1–0     | RD Congo | Sam Nujoma Stadium, Windhoek |                          |
|                     | Ndzinisa 41' | Reporte |          | Árbitro(s): Joshua Bondo     | Árbitro(s): Joshua Bondo |

### Final
| 25 de junio de 2016 | Sudáfrica                                   | 3–2     | Botsuana                       | Sam Nujoma Stadium, Windhoek |                           |
|                     | Motupa 33' (pen.) 88' (pen.) · Kutumela 66' | Reporte | Makgantai 16' · Seakanyeng 70' | Árbitro(s): Janny Sikazwe    | Árbitro(s): Janny Sikazwe |

## Campeón
| Copa COSAFA 2016     |
| -------------------- |
| Bandera de Sudáfrica |
| Sudáfrica 4º Título  |

## Goleadores
5 goles
| - Felix Badenhorst |

3 goles
| - Jane Thaba-Ntšo | - Gabadinho Mhango |  |

2 goles
| - Hendrik Somaeb - Thabiso Kutumela | - Menzi Masuku - Gift Motupa | - Lawrence Mhlanga - Ronald Pfumbidzai |

1 gol
| - Onkabetse Makgantai - Kabelo Seakanyeng - Nelson Omba - Hlompho Kalake - Jeremea Kamela - Tumelo Khutlang - Basias Makepe - Sera Motebang - Phafa Tšosane - Tojo Claudel Fanomezana | - Luis Dorza - Andy Sophie - Miracle Gabeya - Deon Hotto - Itamunua Keimuine - Ronald Ketjijere - Judas Moseamedi - Gift Motupa - Lebogang Phiri - Njabulo Ndlovu | - Wonder Nhleko - Sabelo Ndzinisa - Tony Tsabedze - Paul Katema - Spencer Sautu - Charles Zulu - Teenage Hadebe - Marshal Mudehwe - Obadiah Tarumbwa |

1 autogol
| - Angula da Costa (contra Botsuana) |